# 18-й Нью-Йоркский пехотный полк
18-й Нью-Йоркский пехотный полк (18th New York Infantry Regiment так же New York State Rifles) — представлял собой один из пехотных полков армии Союза во время Гражданской войны в США. Полк был набран в мае 1861 года в Нью-Йорке и участвовал во всех сражениях на Востоке, от первого сражения при Булл-Ран до сражения при Бэнкс-Форд (пропустив Северовирджинскую кампанию), и был расформирован в мае 1863 года в связи с истечением срока службы. Часть рядовых перешла в 121-й Нью-Йоркский пехотный полк.

## Формирование
Полк был сформирован в Олбани в 13 мая 1861 года. Его роты были набраны в Скенектади (А и Е), в Олбани (B, F, H, I), Фишкилле (С), Мидлтауне и округе Салливан (D), Канандаюге (G) и Огденсберге (К). 17 мая полк был принял на службу в федеральную армию сроком на два года. Его первым командиром стал полковник Уильям Джексон, подполковником — Уильям Янг, и майором — Джордж Маерс.

## Боевой путь
19 июня полк покинул штат и прибыл в Вашингтон, где был включён в дивизию полковника Диксона Майлза (в бригаду Дэвиса). 14 июля он участвовал в рекогносцировке на Фэирфаксской дороге, а 16 июля участвовал в наступлении на Манассас. 17 июля полк потерял 2 человек убитыми и 2 ранеными во время перестрелки у Фэирфакс-Кортхауз. 18 июля полк участвовал в сражении при Блэкбернс-Форд, где потерял 1 офицера и 4 рядовых ранеными. 21 июля произошло первое сражение при Булл-Ран, но полк находился в резерве и потерь не понёс.
3 октября полк участвовал в небольшой перестрелке у Спрингфилд-Стейшен, и в том же месяце его включили в бригаду Джона Ньютона. 1 ноября полковник Джексон умер в Вашингтоне. Подполковник Янг был повышен до полковника, майор Маерс стал подполковником, а капитан рота D, Джон Меггинис, стал майором.
В марте 1862 года были сформированы корпуса Потомакской армии, и бригада Ньютона стала 3-й бригадой дивизии Франклина в составе I корпуса Потомакской армии. В апреле бригада участвовала в наступлении Макдауэлла на Фредериксберг, а 22 апреля была направлена на Вирджинский полуостров. Полк присутствовал при осаде Йорктауна (не покидая транспортов), а 7 мая был отправлен в Вест-Пойнт (Вирджиния), где бригада стала 3-й бригадой дивизии Слокама в составе VI корпуса Потомакской армии.